# Chiusura algebrica
In matematica, in particolare in algebra, la chiusura algebrica di un campo {\displaystyle K} è la più piccola estensione algebrica di {\displaystyle K} che è algebricamente chiusa; in termini meno rigorosi, la chiusura algebrica di {\displaystyle K} è quel campo che si ottiene "aggiungendo" a {\displaystyle K} le radici di tutti i polinomi a coefficienti in {\displaystyle K}.
Ogni campo ha una chiusura algebrica, e questa è unica a meno di isomorfismi: questo permette di parlare della chiusura algebrica di {\displaystyle K}, invece che di una chiusura algebrica di {\displaystyle K}.

## Esempi
- Il teorema fondamentale dell'algebra afferma che il campo {\displaystyle \mathbb {C} } dei numeri complessi è algebricamente chiuso, e di conseguenza è la chiusura algebrica del campo dei numeri reali. Tuttavia, {\displaystyle \mathbb {C} } non è la chiusura algebrica del campo {\displaystyle \mathbb {Q} } dei numeri razionali, in quanto contiene elementi (i numeri trascendenti) che non sono algebrici su {\displaystyle \mathbb {Q} }. La chiusura algebrica dei razionali è, invece, il campo dei numeri algebrici.

- Esistono molti campi algebricamente chiusi all'interno dei numeri complessi e contenenti strettamente il campo dei numeri algebrici. Tra questi, vi sono le chiusure algebriche delle estensioni trascendenti dei numeri razionali, ad esempio la chiusura algebrica di {\displaystyle \mathbb {Q} (\pi )}.

- Per un campo finito di caratteristica prima p, la chiusura algebrica è un campo di cardinalità numerabile, che contiene una copia del campo di ordine {\displaystyle p^{n}} per ogni intero positivo n (ed è di fatto l'unione di queste copie).

## Esistenza ed unicità
Usando il lemma di Zorn, può essere mostrato che ogni campo ha una chiusura algebrica, e che la chiusura algebrica di un campo {\displaystyle K} è unica a meno di isomorfismi che fissano ogni elemento di {\displaystyle K}. Tuttavia, non esiste un isomorfismo "canonico" tra due chiusure algebriche: ad esempio, date due chiusure {\displaystyle F_{1},F_{2}} del campo {\displaystyle \mathbb {F} _{p}} con p elementi, esistono un numero infinito (e non numerabile) di isomorfismi di {\displaystyle F_{1}} in {\displaystyle F_{2}}.

## Proprietà
La chiusura algebrica {\displaystyle {\overline {K}}} di {\displaystyle K} può essere vista come la più grande estensione algebrica di {\displaystyle K}, nel senso che ogni altra estensione algebrica {\displaystyle L} di {\displaystyle K} può essere immersa dentro {\displaystyle {\overline {K}}} (generalmente in modo non unico); ne segue anche che {\displaystyle {\overline {K}}} è anche la chiusura algebrica di {\displaystyle L}.
La chiusura algebrica di un campo {\displaystyle K} ha la stessa cardinalità di {\displaystyle K} se {\displaystyle K} è infinito, ed è numerabile se {\displaystyle K} è finito.